# Antamenes tasmaniae
Antamenes tasmaniae är en stekelart som först beskrevs av Giordani Soika 1943.  Antamenes tasmaniae ingår i släktet Antamenes och familjen Eumenidae. Inga underarter finns listade i Catalogue of Life.